# تاريخ المنهج العلمي
تاريخ المنهج العلمي هو التتبع للتغيرات في منهجية البحث العلمي، بغض النظر عن تاريخ العلوم نفسها. لم تكن قواعد المنطق العلمي واضحة؛ وكان المنهج العلمي موضوع نقاش حاد ومتكرر طوال تاريخ العلوم، وتجادل الفلاسفة وعلماء الطبيعة البارزين حول أولوية منهج أو آخر في التأسيس للمعرفة العلمية. وعلى الرغم من الخلافات حول المنهج، إلا أن المنهج العلمي تطوّر في خطوات محددة. ظهرت التفسيرات العقلانية للطبيعة، بما في ذلك الذرية، في كل من اليونان القديمة في فكر ليوكيبوس وديموقريطوس، وفي الهند القديمة في النيايا والفايشيشيكا والمدارس البوذية، في حين رفضت الشارفاكا المادية الاستدلال كمصدر للمعرفة، وفضّلت التجريبية التي كانت دومًا محل شك. كان أرسطو رائدًا في استخدام المنهج العلمي في اليونان القديمة إلى جانب تجاربه البيولوجية وأعماله في المنطق، حيث رفض الإطار الاستنتاجي البحت، وفضّل التعميمات الناتجة عن ملاحظة الطبيعة.
تركّزت بعض أهم المناقشات في تاريخ المنهج العلمي على العقلانية، خاصةً تلك التي نادي بها رينيه ديكارت؛ والاستقرائية، التي حظيت بأهمية خاصة عند إسحاق نيوتن وأتباعه؛ والفرضية الاستنتاجية التي تصدّرت النقاشات في هذا المجال في أوائل القرن التاسع عشر الميلادي. ونهاية القرن التاسع عشر وبداية القرن العشرين الميلاديين، كان الجدل حول الواقعية الفلسفية مقابل اللا واقعية مسيطرًا على نقاشات المنهج العلمي كنظريات علمية قوية تمتد خارج نطاق الإدراك، بينما في منتصف القرن العشرين، عارض بعض الفلاسفة البارزين وجود أي قواعد عالمية للعلم على الإطلاق.
في القرون الماضية، طُورت بعض الطرق الإحصائية للمنطق في مواجهة عدم اليقين، كامتداد لطرق استبعاد الخطأ. كان ذلك توابع لنهج فرانسيس بيكون في كتابه «الأورغانون الجديد». كما أظهر استدلال بايزي قدرة الفرد على تغيير معتقده في مواجهة الأدلة، وهو ما سُمي بمراجعة المعتقدات. وظهر أثر ذلك في أعمال فرانك رامزي وجون مينارد كينز ووليم ستانلي جيفونز.

## المنهجية القديمة

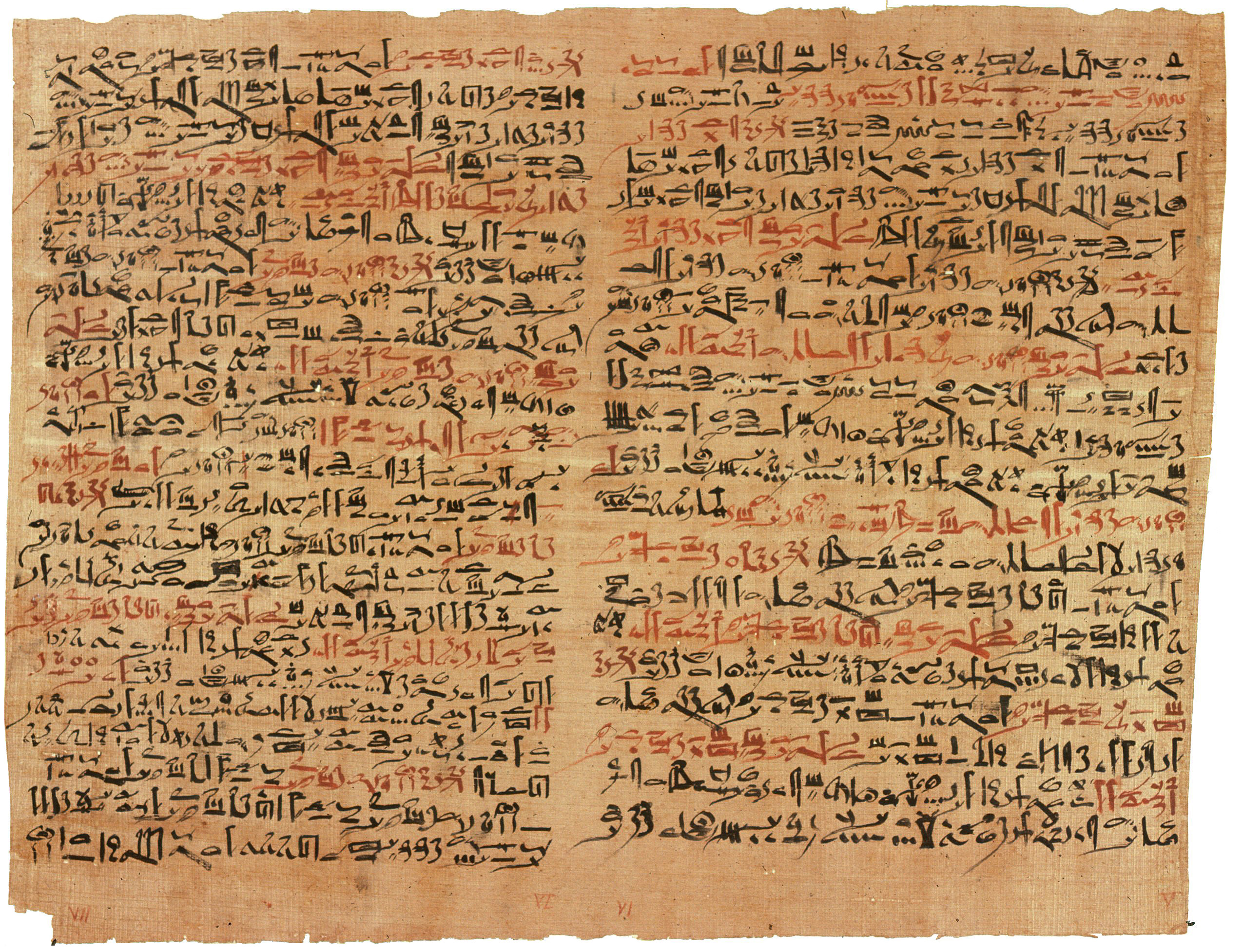
بردية إدوين سميث

بقيت كتابات لعدد قليل من المناقشات الصريحة للمنهجيات العلمية من الحضارات القديمة. أقصى ما يمكن استنتاجه عن المنهجيات التي سادت العلم في تلك الفترة ينبع من أوصاف الجدالات القديمة حول الطبيعة في تلك الكتابات الباقية. اشتمل النص الطبي المصري القديم الذي اكتشفه إدوين سميث، ويرجع إلى حوالي سنة 1600 ق.م، على العناصر التالية: الفحص، والتشخيص، والمعالجة، واستنباط سبب المرض، من أجل الاستشفاء من المرض، التي تدلّل بقوة على توازي الفكر حينئذ مع المنهج التجريبي الأساسي للعلم، الذي لعب دورًا بارزًا في تلك المنهجية وفقًا لرأي مؤرخ الطب القديم جيوفري لويد. كما اشتملت بردية إبيرس (حوالي سنة 1550 ق.م) أيضًا على دلائل حول التجريبية التقليدية.
في منتصف الألفية الأولى قبل الميلاد في بلاد الرافدين، تطور علم الفلك البابلي ليكون أقدم صور علم الفلك العلمي، حيث كان أول محاولة ناجحة للغاية تعطي وصف رياضي مُعدّل للظواهر الفلكية. ويزعم المؤرخ أسجار آوبي أن «كل علوم الفلك اللاحقة سواء علم الفلك اليوناني القديم أو علم الفلك الهندي أو علم الفلك الإسلامي أو الغربي - إن لم يكن بالفعل كل مسعى لاحق في العلوم الدقيقة - تعتمد على علم الفلك البابلي بطرق حاسمة وأساسية.»
أسس البابليون والمصريون القدماء الكثير من المعارف التقنية والحرف والرياضيات التي استخدمت في العرافة، وكذلك أسسوا المعارف الطبية، ووضعوا قوائم للأنواع كلها. إلا أن البابليين على وجه التحديد اضطلعوا في تطوير أقدم صور علم الرياضيات التجريبي، أثناء محاولاتهم القديمة للوصف الرياضي للظواهر الطبيعية، ولكنهم افتقدوا عمومًا النظريات العقلانية التي تفسر ماهية الطبيعة. كان الإغريق هم أول من اضطلع فعليًا في وضع أقدم التصورات حول النظريات العلمية العقلانية، حيث بدأت محاولاتهم نحو فهم أكثر عقلانية للطبيعة في الفترة بين سنتي 650-480 ق.م على يد مدرسة ما قبل سقراط الفلسفية. كان طاليس أول من استخدم التفسيرات الطبيعية، عندما أعلن أن كل حدث له سبب طبيعي، وعلى الرغم من أنه عُرف بقوله «كل شيء تملؤه الآلهة»، بل وضحّى بثور عندما اكتشف نظريته. أما ليوكيبوس، فقد طوّر نظريته الذرية القائلة بأن كل شيء يتكون بالكامل من عناصر خالدة مختلفة لا تتجزأ تسمى الذرات، وهي النظرية التي وضع ديموقريطوس تفاصيلها بعد ذلك.
افترض الفلاسفة الهنود القدامى أفكارًا مشابهة حول النظرية الذرية في مدارس نيايا وفايشيشيكا والمدارس البوذية الفلسفية. كما انتهجت مدرسة شارفاكا الفلسفية المنهجية المادية للوصول إلى المعرفة، كما تشككت في أن التصور غير المشروط هو الأساس الوحيد للمعرفة الحقيقية، وحذّرت من أنه إذا كان بإمكان الفرد الاستدلال على الحقيقة، فلا بد له أيضًا أن يتشكك في تلك الحقيقة؛ فالحقيقة المستدل عليها لا يمكن أن تكون غير قابلة للنقاش.
في منتصف القرن الخامس الميلادي، تأسست بقوة بعض عناصر النهج العلمي، حتى قبل أفلاطون، الذي كان من المساهمين الهامين في هذا النهج الناشيء، بفضل تطوير بفضل الفكر الاستنتاجي الذي طرحه تلميذه أرسطو. في محاورة بروتاغوراس، ذكر أفلاطون وجود تعليم للحساب والفلك والهندسة في المدارس. كما كانت الأفكار الفلسفية في ذاك الوقت معظمها متحررة من قيود الظواهر اليومية والفطرة السليمة. بلغ هذا الإنكار للواقع مداه عند بارمينيدس الذي جادل بأن العالم واحد، وهذا التغيير والتقسيم لا وجود له. وفي القرنين الثالث والرابع قبل الميلاد، استخدم الطبيبان الإغريقيان هيروفيلوس وإيراسيستراتوس التجربة لتوسيع أبحاثهم الطبية؛ حيث وزن إيراسيستراتوس ذات مرة طائرًا في قفص عدة مرات، وأشار إلى أنه يفقد جزءًا من وزنه في الفترات بين أوقات إطعامه.

### أرسطو

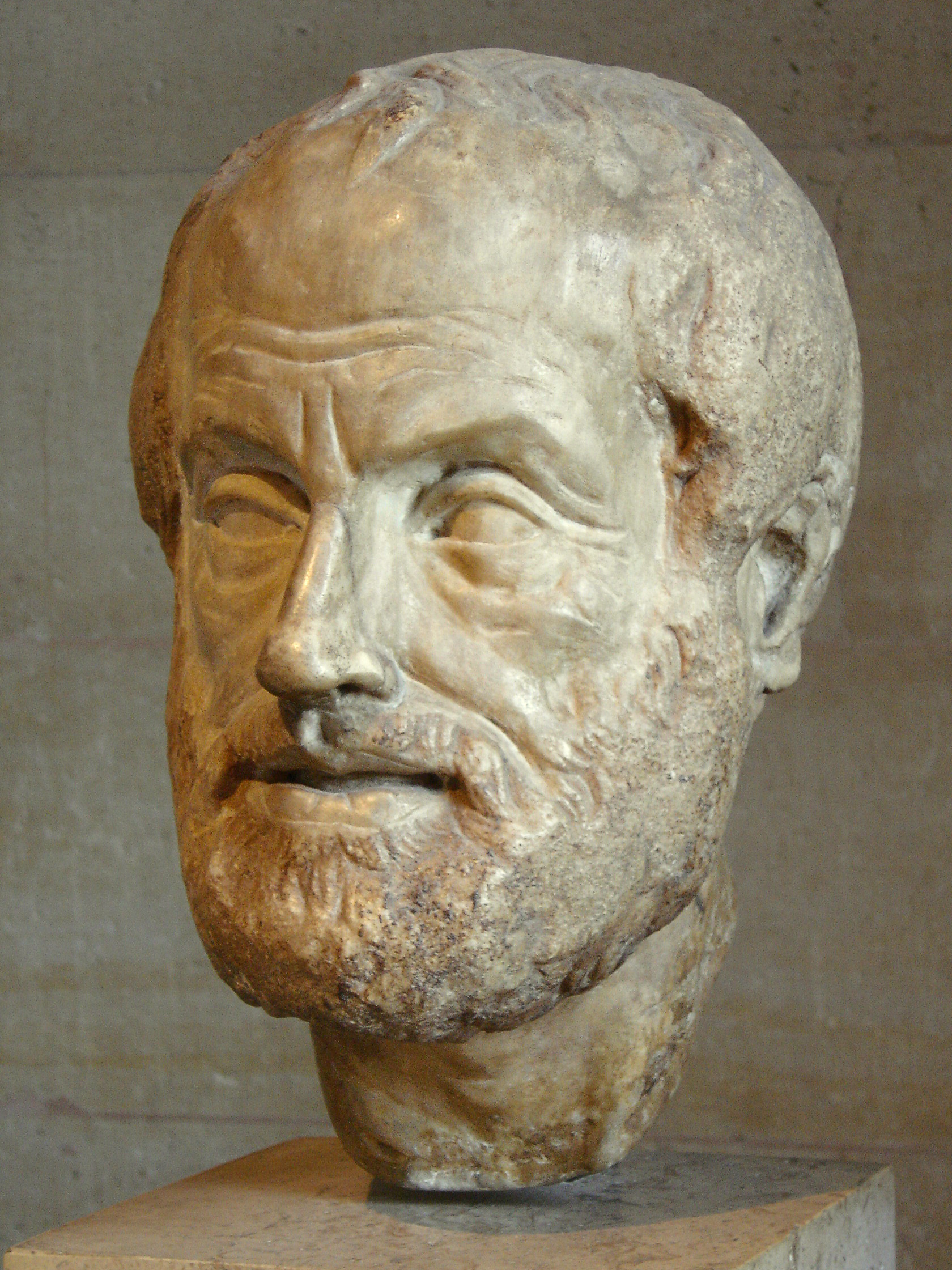
اشتملت فلسفة أرسطو على منهجي الاستدلال الاستنتاجي والاستقرائي.

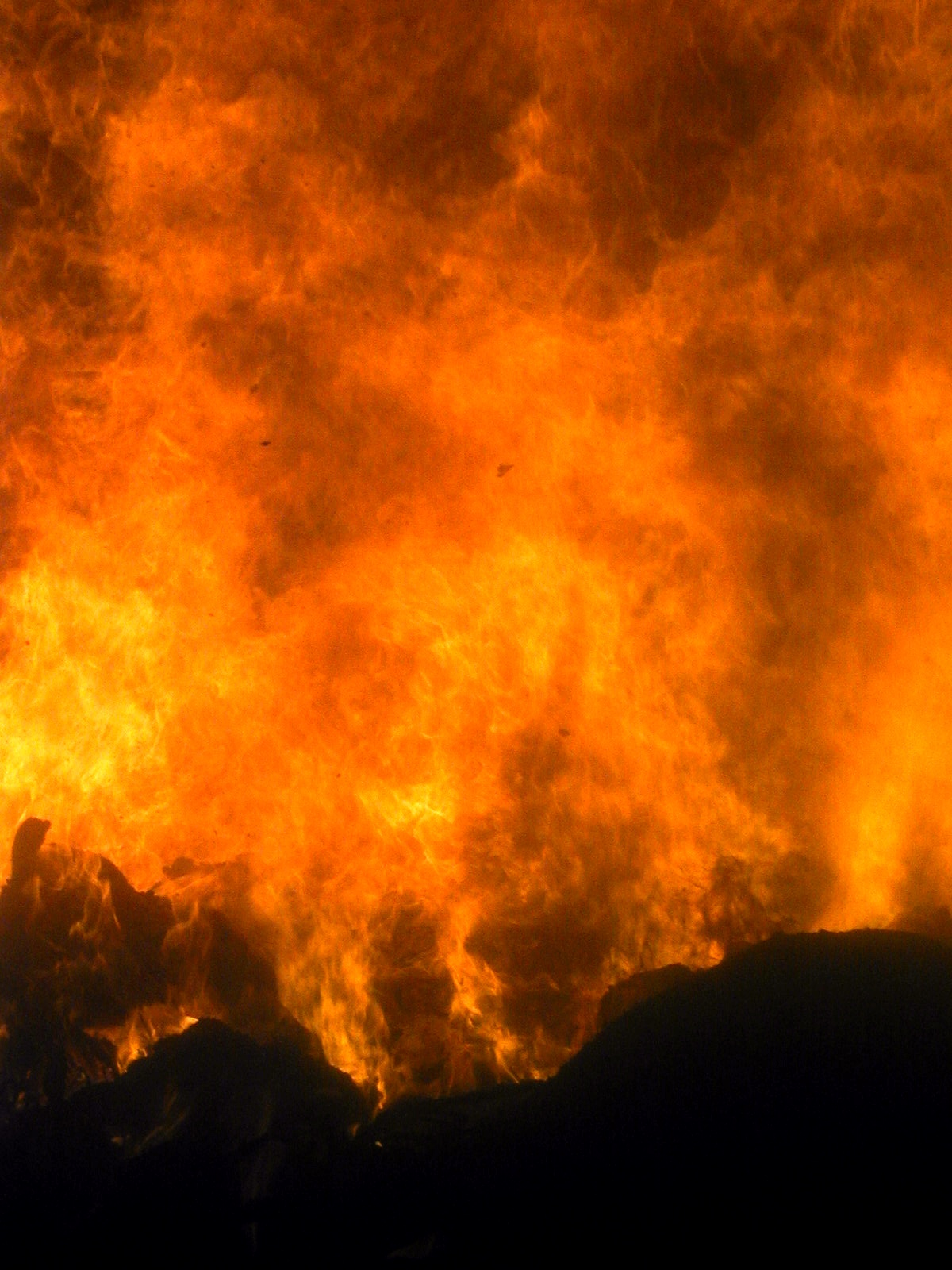
اعتقد بعض الفلاسفة أنّ الكون يتكون من ذرات وفراغات فقط؛ وبعضهم اعتقد أن الذرات نار إلهية، والبعض قال أن أصله ريح فقط، والبعض الآخر قال ماء فقط، والبعض الآخر قال أرض فقط.

استخدم أرسطو في طريقته الاستقرائية الاستنتاجية الاستنتاج مما يشاهده من ملاحظات للاستدلال على المبادئ العامة، والاستقراء من تلك المبادئ للتحقق من الملاحظات الأخرى، وتكرار تلك الدورة من الاستقراء والاستنتاج للوصول إلى المعرفة.
كانت «الأورغانون» ستة كتب وضعها أرسطو في المنطق. اسم هذه المجموعة الذي يعني «الآلة»، كان من وضع تلاميذ أرسطو من أتباع المدرسة المشائية. وتولى ترتيب هذه المجموعة أندرونيقوس الرودسي حوالي سنة 40 ق.م. اشتملت الأورغانون على ستة أعمال، وهي:
1. «المقولات» وضع فيه أرسطو 10 تصانيف حول المادة والكم والنوع والعلاقات والمكان والزمان والوضع والشرط والعمل والعاطفة.
2. «العبارت» وضع فيه أرسطو مفاهيمه حول الافتراض والحكم، والعلاقات المختلفة بين التمييز الإيجابي والسلبي، الفرضيات الكونية والخاصة. وناقش أرسطو ساحة المعارضة أو ساحة لوكيوس أبوليوس في الفصل السابع وألحقه بالفصل الثامن. وناقش في الفصل التاسع مع مشكلة الشرطية المستقبلية.
3. «القياس» وضع فيه أرسطو منهجه القياسي، وزعم صحّته، وناقش مسألة الاستدلال الاستقرائي.
4. «البرهان» تناول فيه التوضيح العملي والتعريف والعلم.
5. «العناوين» تناول فيه قضايا بناء الحجج الصحيحة، والاستدلال كأمر محتمل وليس بالمؤكد. في هذه الأطروحة ذكر أرسطو الكليات الخمس، التي ناقشها في وقت لاحق فرفوريوس الصوري وعلماء المنطق.
6. «التفنيد السفسطائي» الذي تناول فيه المغالطات المنطقية، ووضع فيه حلقة الوصل الرئيسية لأعماله في الخطابة.

وضع أرسطو ما يمكن تسميته بالمنهج العلمي، وذلك في كتابه البرهان، حيث وضع بندًا آخر في المنهجية العلمية، ألا وهو التجريبية. بالنسبة لأرسطو، فالحقائق الكونية يمكن معرفتها من أشياء معينة عن طريق الاستقراء. ثم وفّق أرسطو إلى حد ما بين الفكر المجرد والملاحظة، ولكن سيكون من الخطأ إن اعتبرنا أن العلم الأرسطي قد سلك المنهج التجريبي. ففي الواقع، لم يتقبّل أرسطو أن المعرفة المكتسبة عن طريق الاستقراء يمكن احتسابها معرفةً علمية. ومع ذلك، كان الاستقراء بالنسبة له من الأولويات الضرورية للعمل في البحث العلمي، فهو يوفر المادة الأولية اللازمة للتوضيح العلمي. وقد تجاهل أرسطو إلى حد كبير الاستدلال الاستقرائي في نظريته حول البحث العلمي، فقال في كتابه «البرهان»: «نحن نفترض أننا لا نمتلك المعرفة العلمية حول شيء ما، وبدلاً من التعرف عليه عَرَضِيًّا كما يفعل السفسطائيون، نعتقد أننا نعرف السبب الذي تستند إليه الحقيقة، حيث الحقيقة وحدها ولا شيء غيرها، لأن الحقيقة لا يمكن أن تكون غير ما هي عليه». لذا، فإن دور الفيلسوف إثبات الحقائق الكونية واكتشاف أسبابها. ورغم أن الاستقراء ناجح في اكتشاف المسلمات العامة، إلا أنها لا ينجح في تحديد الأسباب. لهذا السبب، استخدم أرسطو الاستنباط في صورة القياس. وباستخدام القياس المنطقي، يمكن للعلماء استنتاج الحقائق الكونية الجديدة من تلك التي عُرفت من قبل.
كانت آراء أرسطو تلك مدعاةً للشك فيما يتعلق بطبيعة ومدى تجريبية أرسطو. خاصةً، وأنه يبدو أن أرسطو يرى بأن الإدراك الحسي فقط وسيلة للمعرفة من خلال الحدس. فقيّد أبحاثه في التاريخ الطبيعي على أوضاعها الطبيعية. ولم يقم أرسطو بتجارب وفق المفهوم الحديث للتجاربية. ووفق منهجه العلمي، أسس أرسطو وثاوفرسطس معًا علم الأحياء الجديد، بالاستقراء وفق كل حالة، قبل أن يعمل أرسطو مُؤدبًا للإسكندر الأكبر بسنتين.

### أبيقور
في كتابه «القانون»، وضع إبيقور أول قواعده في البحث العلمي في الفيزياء، وهو أن «المفاهيم الأولى مُدركة»،:ص.20 وأنها «لا تحتاج للتوضيح».:ص.35–47 أما قاعدته الثانية، التي تسبق البدء في البحث أن «يجب أن تكون لدينا مفاهيم بديهية»،:ص.61–80 وبالتالي فمن الممكن أن نستدل على ما هو متوقع، وما هو غير ظاهر.:ص.83–103
طبّق أبيقور طريقته في الاستدلال (باستخدام الملاحظات كإشارات للوصول إلى ما هو غير ملحوظ):ص.175–196 على النظرية الذرية لديموقريطوس. ورغم توظيف أرسطو استخدام الإشارات في كتابه «القياس»،: ص.212–224 إلا أن أبيقور قدّم كتابه القانون كبديل ينافس منطق أرسطو.:ص.19–34 وقد كتب لوكريتيوس في كتابه «حول أصل الأشياء» قصيدة توضيحية تشرح فلسفة وفيزياء أبيقور.

## ظهور المنهج التجريبي الاستقرائي
خلال العصور الوسطى، بدأت معالجة قضايا ما يسمى الآن بالعلم. كان هناك تركيز أكبر على الجمع بين النظرية والممارسة في العالم الإسلامي، مما كان عليه في العصور القديمة، وكان من الشائع أن يجمع دارسي العلوم بين العلم والحرف، وهو الأمر الذي كانوا يعتبرونه في العالم القديم انحرافًا. كان العلماء المسلمون في مجالات العلوم في كثير من الأحيان خبراء في صناعة الأجهزة التي تعزز من قدرتهم على الملاحظة والتقدير. استخدم العلماء المسلمون التجربة والتقدير العددي للتمييز بين النظريات العلمية المتنافسة، وذلك ضمن التوجّه التجريبي بشكل عام، كما يظهر في أعمال جابر بن حيان والكندي. بحلول القرن الحادي عشر الميلادي، ظهرت العديد من المناهج العلمية في العالم الإسلامي، التي استخدمت كلها التجريبية والتقدير العددي بدرجات متفاوتة.

### ابن الهيثم

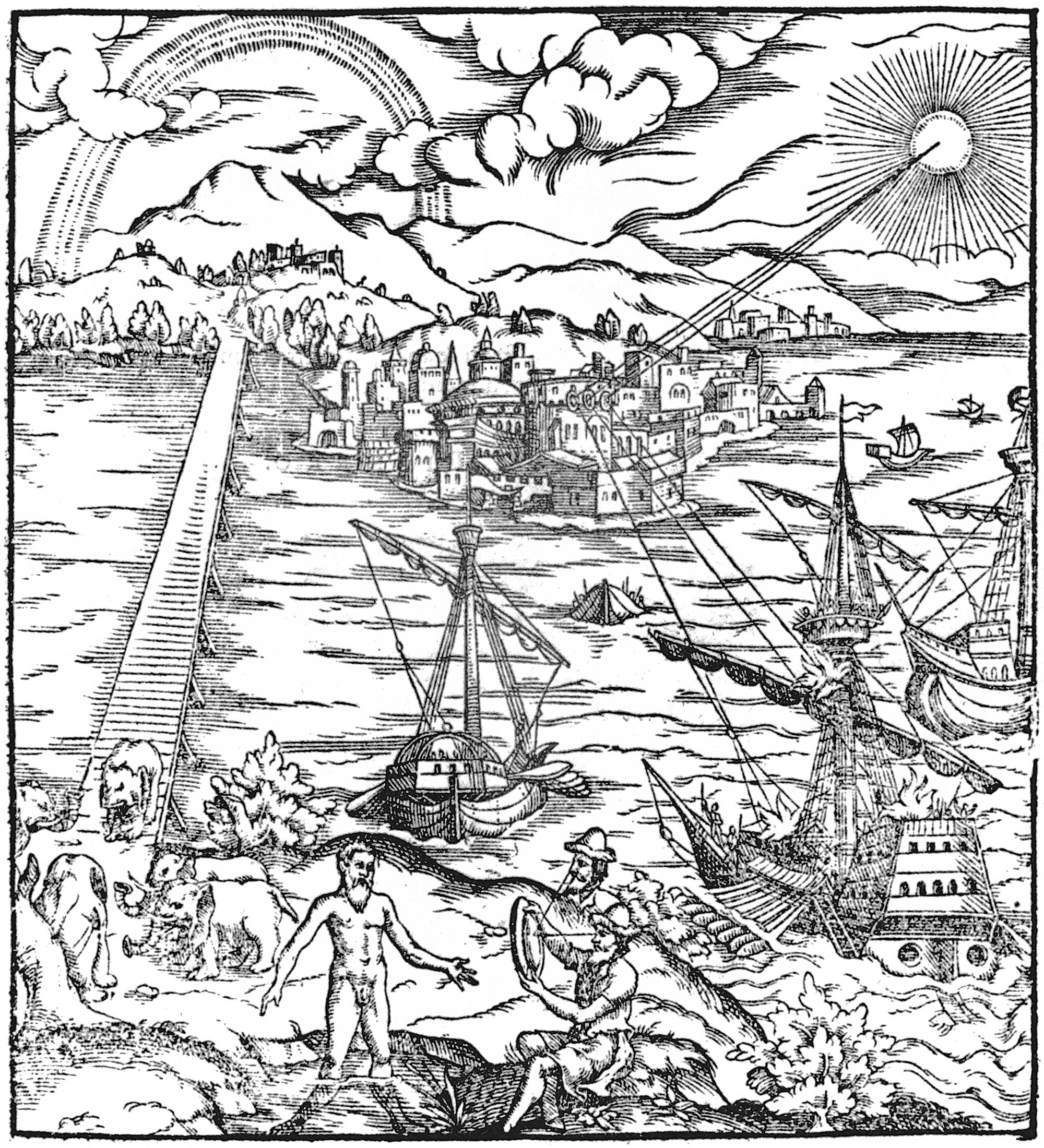
"كيف ينتقل الضوء في الأجسام الشفافة؟ ينتقل الضوء في الأجسام الشفافة في خطوط مستقيمة فقط .... شرحنا ذلك باستفاضة في كتابنا المناظر." —ابن الهيثم

استخدم الفيزيائي المسلم ابن الهيثم التجربة للحصول على النتائج في كتابه «المناظر». قَرَنَ ابن الهيثم بين الرصد والتجربة والحجج العقلانية لدعم نظريته حول الإبصار، التي زعم فيها أن شعاع الضوء ينبعث من الأجسام وليس من العينين. فاستخدم الحجج لإظهار أن نظرية الانبعاث القديمة التي دعمها بطليموس وإقليدس (أن العينين ينبعث منها أشعة الضوء المستخدم للرؤية)، ونظرية الدخول القديمة التي دعمها أرسطو (أن الأشياء تبعث جسيمات مادية تدخل العيون)، كلاهما خاطيء. قدّم ابن الهيثم في كتابه المناظر، الدلائل التجاربية التي تدعم معظم مقترحات حول نظرياته عن الرؤية والضوء والألوان، فضلاً عن أبحاثه في المرايا وانكسار الضوء. ثم نقّح كمال الدين الفارسي ما جاء في كتاب ابن الهيثم في كتابه «تنقيح المناظر». كان ابن الهيثم ينظر إلى دراساته العلمية كبحث عن الحقيقة حيث قال: «الحقيقة تُرى لذاتها. وأولئك الذين يسعون من أجل أي شيء لذاته، لا يهتمون بالأمور الأخرى. العثور على الحقيقة أمر صعب، والطريق إلى ذلك وعر. ...»
اعتمد ابن الهيثم أيضًا على الحدس، فقال أن: «الضوء ينتقل في الأجسام الشفافة في خطوط مستقيمة فقط»، وهو ما استطاع إثباته بعد سنوات من الجهد. فقال: «ذلك يبدو واضحًا عند دخول الضوء إلى الغرف المظلمة من خلال الثقوب. ... سيكون الضوء ملاحظًا بوضوح في الغبار الذي يملأ الهواء». كما برهن أيضًا على حدسه بوضعه لعصا مستقيمة أو خيط مشدود إلى جانب شعاع ضوء. استخدم ابن الهيثم أيضًا منهج التشكيك العلمي، وأكّد على دور التجريبية. كما شرح دور الاستقراء في القياس، ونقد أرسطو لقلة اسهاماته في منهج الاستقراء، الذي اعتبره ابن الهيثم متفوقًا على القياس المنطقي. اعتبر ابن الهيثم أيضًا الاستقراء متطلبًا أساسيًا للبحث العلمي الصحيح.
تحدث ابن الهيثم في كتاب المناظر عن شيء يشبه نصل أوكام. على سبيل المثال، بعد أن أوضح أن الضوء ينشأ عن أشياء مضيئة وينبعث أو ينعكس في العيون، قال بأنه بالتالي: نظرية الانبعاثات حول أشعة الرؤية غير ضرورية، وبلا فائدة. وربما كان ابن الهيثم أيضًا أول عالم يتبنى الفلسفة الوضعية في نهجه، فكتب أنه: «نحن لا نتجاوز الخبرة، ولا يمكن أن نرضى باستخدام المفاهيم النقية في البحث في الظواهر الطبيعية»، وأنه لا يمكن فهم ذلك بدون الرياضيات. وبعد افتراضه أن الضوء هو مادة، توقّف عن مناقشة طبيعته، ولكن قَصَرَ أبحاثه على انتشار الضوء. أما الخاصية الوحيدة للضوء التي أخذها بعين الاعتبار هي تلك التي تُعالج عن طريق الهندسة، وتؤكدها التجربة.

### البيروني
استخدم العالم أبو الريحان البيروني مناهجًا علمية في العديد من مجالات البحث خلال عشرينيات وثلاثينيات القرن الحادي عشر الميلادي. على سبيل المثال، في مخطوطته في علم المعادن كتاب «الجواهر»، كان البيروني أدق العلماء في التجربة، وقال في مقدمة كتابه حول دراسة الهند: «لتنفيذ مشروعنا، لم يكن ممكنًا اتباع الأسلوب الهندسي»، وبالتالي أصبح واحدا من رواد علم الاجتماع المقارن بإصراره على العمل الميداني وجمع المعلومات. كما طوّر البيروني منهجًا تجاربيًا قديمًا في الميكانيكا.
تشبه منهجية البيروني المنهج العلمي الحديث، لا سيما في تأكيده على تكرار التجارب. اهتم البيروني بكيفية وضع المفاهيم، واستبعاد كل من خطأ الملاحظة والملاحظات المتحيزة، مثل الأخطاء الناجمة عن استخدام الأدوات الصغيرة والأخطاء البشرية. قال إنه لمّا كانت الأدوات ينتج عنها أخطاء بسبب عيوب فيها أو عدم قدرتها على التمييز الدقيق، لذا يجب أن تؤخذ قراءات متنوعة، وعلى هذا الأساس، فإنه للوصول إلى «قيمة واحدة بديهية للثوابت»، نعتمد على المتوسط الحسابي أو التقريب الموثوق. في منهجه العلمي، جاءت مُسلّماته من تجاربه العملية، وصاغ نظرياته بعد اكتشافاته، كما هو الحال في النهج الاستقرائي.

### ابن سينا
في «كتاب الشفاء» ناقش العالم والفيلسوف ابن سينا فلسفة العلوم، ووصف منهجًا علميًا قديمًا للبحث. نقاش ابن سينا كتاب البرهان لأرسطو، وخالفه في الكثير من النقاط. ناقش ابن سينا مسألة وضع إجراءات خاصة للبحث العلمي، ومسألة «كيف للفرد أن يكتسب المبادئ الأساسية للعلم؟»، وتساءل كيف يمكن للعالم أن يجد «البديهيات الأولية أو الفرضيات من استنباط العلم دون استقرائها من بعض مصادرها الأساسية؟». وأوضح ابن سينا أن الوضع المثالي هو عندما يقبض العالم على «علاقة بين مصطلحات من شأنها أن تصل به إلى المُطلق واليقين العام». كما أوضح ابن سينا أنه هناك طريقتين للوصول إلى المبادئ الأساسية: الطريقة الأرسطية القديمة (الاستقراء)، والطريقة الأحدث (الفحص والتجربة). نقد ابن سينا استقراء أرسطو، فقال: «إنها لا تؤدي إلى المُطلق، والعام، والمؤكد الذي تهدف للوصول إليه». وبدلاً منها، دعا إلى استخدام طريقة التجريب كوسيلة للبحث العلمي.
قبل ذلك في كتابه «القانون في الطب»، كان ابن سينا أول من وصف طرق الاتفاق والفرق والاختلافات المصاحبة المعروفة بطرق مل، التي تعتبر بالغة الأهمية في المنهج الاستقرائي والعلمي. ومع ذلك، خالف ابن سينا طريقة معاصره البيروني العلمية، التي تقول بأن: «تأتي المسلمات نتيجة الممارسة والعمل التجريبي»، وأن: «النظريات تصاغ بعد الاكتشافات»، حيث وضع ابن سينا إجراءات علمية يطرح فيها الأسئلة العامة والشاملة أولاً، والتي توجّهنا إلى طبيعة العمل التجاربي المطلوب. ونظرًا للاختلافات بين الأسلوبين، فقد وصف البيروني نفسه بالعالم الرياضياتي، ووصف ابن سينا بأنه فيلسوف، خلال مناظرة بين العالمين.

### روبرت جروسيتيست
خلال النهضة الأوروبية في القرن الثاني عشر، انتقلت أفكار المنهجية العلمية بما فيها تجريبية أرسطو ومنهج ابن الهيثم وابن سينا التجريبي، إلى أوروبا العصور الوسطى عن طريق الترجمات اللاتينية في القرن الثاني عشر من النصوص والتعليقات العربية واليونانية. جعل تعليق روبرت جروسيتيست على كتاب البرهان لأرسطو من جروسيتيست أول المفكرين المدرسيين في أوروبا الذين سعوا لفهم رؤية أرسطو حول الطبيعة المزدوجة للتفكير العلمي، حيث استخلص القوانين العامة من الملاحظات الخاصة، ومن ثم تنبّأ بالتفاصيل من القوانين العامة. دعا جروسيتيست ذلك «الانحلال والتكوين». وعلاوة على ذلك، قال جروسيتيست أن كلا المسارين يجب التأكد من صحتها من خلال التجارب للتحقق من المبادئ.

### روجر بيكون
ألهمت كتابات جروسيتيست روجر بيكون. ففي أعماله، وصف بيكون طريقته التي اعتمد فيها على سلسلة متكررة من الملاحظة والافتراض والتجربة، ثم اللجوء إلى التأكيد المستقل. سجل بيكون طريقته بالتفصيل، ربما لاعتقاده بأن الآخرين يمكنهم تكرارها بأنفسهم للحصول على النتائج. وفي حوالي سنة 1256 م، التحق بيكون بالفرنسيسكانية، وأصبح خاضعًا للقانون الفرنسيسكاني الذي يمنع الراهب من نشر الكتب أو النشرات دون موافقة مسبقة. وفي سنة 1265 م، كلّفه البابا كليمنت الرابع بأن يكتب له في المسائل العلمية. خلال ثمانية عشر شهرًا، أكمل كتابة ثلاث أطروحات كبيرة، بعث بها إلى البابا. وصف الفيلسوف الإنجليزي ويليام ويويل أحد تلك الكتب الثلاثة «Opus Majus»، بأنه موسوعة، وأنه أورغانون القرن الثالث عشر الميلادي. وفيه:
- في الجزء الأول (ص 1-22) ناقش بيكون أسباب الخطأ الأربعة: السلطة، والعرف، ورأي غير المتخصصين، وإخفاء الجهل الحقيقي وإدعاء المعرفة.
- في الجزء السادس (ص 445–477) ناقش العلم التجريبي، وقال بأن هناك طريقتان للمعرفة: الأولى بالنقاش، والآخر عن طريق التجربة. وأن النقاش المجرد لم يكن أبدًا كافيًا؛ فبواسطته يمكن طرح الأسئلة، ولكن لن يمنح الرضا أو اليقين إلى العقل، والذي لا يمكن إقناعه إلا عن طريق الفحص المباشر أو التخمين، وهو ما يأتي مع الخبرة.
- يمكن تمييز العلم التجريبي الذي ذكره في كتابه «Opus Tertium» (ص 46) عن العلوم التكهنية، والفنون العملية من خلال نقاط ثلاث يمتاز بها:
  1. أنه يتحقق من خلال الاستنتاجات من التجربة المباشرة.
  2. أنه يكتشف الحقائق التي لا يمكن الوصول إليها أبدًا.
  3. أنه يحقق في أسرار الطبيعة، ويفتح لنا معرفة الماضي والمستقبل.

أوضّح روجر بيكون طريقته في البحث من خلال بحثه حول طبيعة وسبب قوس قزح، كمثال على البحث الاستقرائي.

### الإنسانية والطب في عصر النهضة
أصبحت أفكار أرسطو إطارًا للنقاش الحرجة التي بدأت مع استيعاب النصوص الأرسطية في المناهج الجامعية في النصف الأول من القرن الثالث عشر الميلادي. ساهم علماء الدين في القرون الوسطى في نجاح ذلك عن طريق التوفيق بين فلسفة أرسطو مع اللاهوت المسيحي. لم يخش فلاسفة العصور الوسطى مخالفة الأرسطية في العديد من القضايا الخاصة، رغم أنهم خالفوها ضمن الإطار الفكري للفلسفة الأرسطية نفسها. كان جميع فلاسفة العصور الوسطى الطبيعيين من المؤمنين بالأرسطية، ولكن الأرسطية أصبحت مفهومًا واسعًا نوعًا ما ومرنًا. ومع نهاية العصور الوسطى، أدى رفض عصر النهضة لتقاليد العصور الوسطى التي تقدس المصادر التقليدية بشدة إلى استعادة بعض الفلسفات القديمة الأخرى، وخاصة تعاليم أفلاطون. ومع حلول القرن السابع عشر الميلادي، تواجه أولئك الذين تشبثوا عقائديًا بتعاليم أرسطو مع عدة مناهج تبحث في الطبيعة.

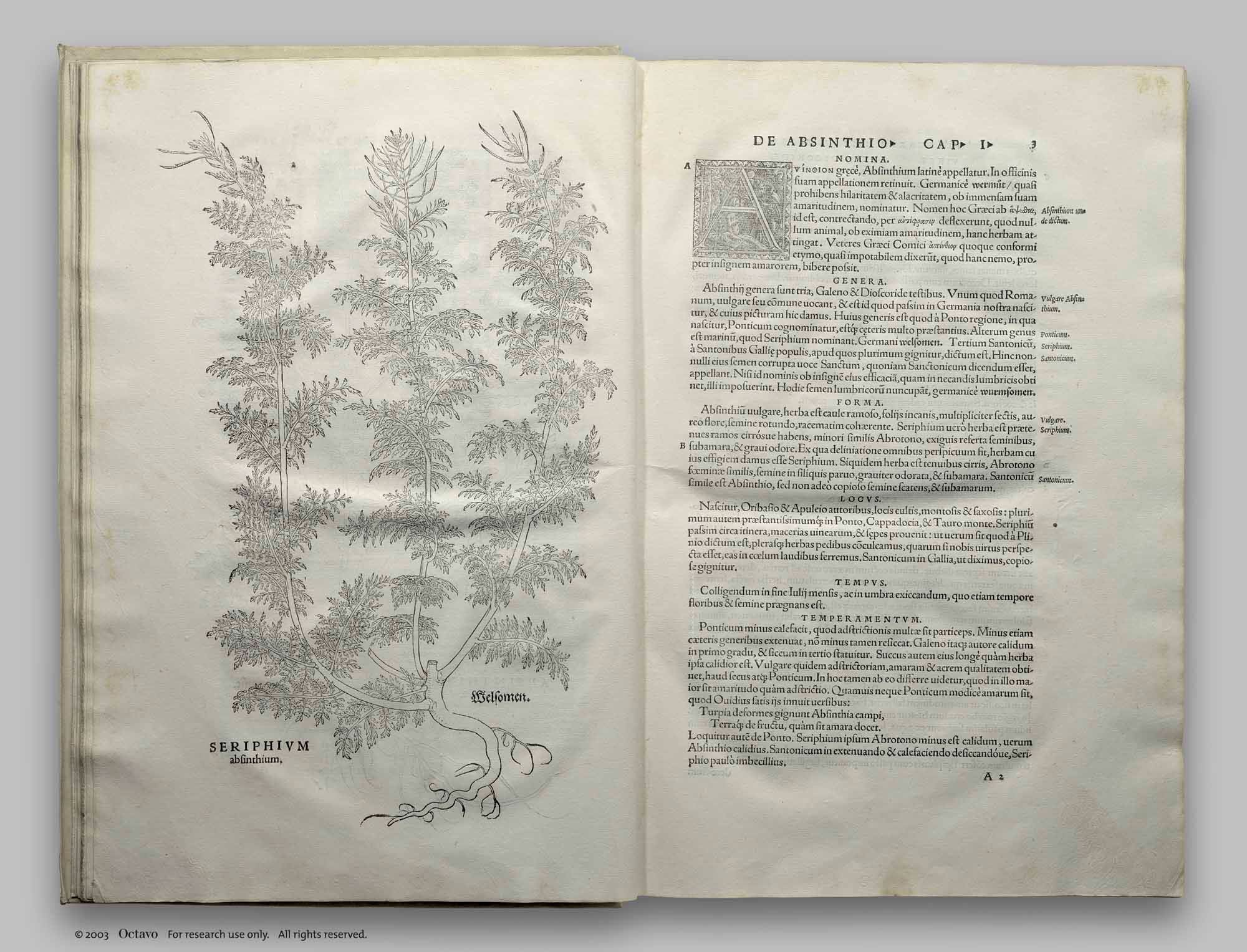
رسم لينهارت فوكس لنبات الأفسنتين (أو شيح ابن سينا)، من كتاب De Historia Stirpium، بازل سنة 1542 م.

مع اكتشاف الأمريكتين في نهاية القرن الخامس عشر الميلادي، وجد علماء أوروبا أنه هناك اكتشافات جديدة يمكن الوصول إليها خارج الأعمال الموثوقة لأرسطو وبلينيوس وجالينيوس وغيرهم من الكُتّاب القدامى. درس جالينوس كتابات أربعة مدارس قديمة الأفلاطونية والأرسطية والرواقية والإبيقورية، وذلك في الإسكندرية مركز الطب في زمانه. في كتابه «طرق العلاج Methodus Medendi»، ولّف جالينوس بين المدارس التجريبية والعقائدية في الطب على طريقته الخاصة، التي تبعه فيها العلماء العرب. وبعد أن نقد الأوروبيين الترجمات من العربية ومحّصوها، توجّهوا نحو ترجمة نصوص جالينوس الطبية من أصلها اليوناني. حظي أسلوب جالينوس بشعبية كبيرة في أوروبا، بعد أن ترجم توماس لينيكر كتاب «طرق العلاج» من اليونانية إلى اللاتينية سنة 1519 م. قال المؤرخ ليمبريك سنة 1988 م، أنه هناك 630 إصدار وترجمة وتعليق على أعمال جالينيوس أنتجت في أوروبا في القرن السادس عشر، متفوقًا على الطب العربي، ووصل إلى ذروته سنة 1560 م، مع ظهور الثورة العلمية.
بنهاية القرن الخامس عشر الميلادي، وجد الطبيب نيكولو ليونسينو أخطاءً في كتاب «التاريخ الطبيعي» لبلينيوس الأكبر. كطبيب، شعر ليونسينو بالقلق إزاء انتقال هذه الأخطاء النباتية إلى المواد الطبية، التي تستند عليها صناعة الأدوية. ولمواجهة ذلك، أنشأ الحديقة النباتية في جامعة بادوفا، من أجل أن يجرّب طلاب الطب التأثيرات الدوائية للنباتات. كما أنشأت حدائق تعليمية أخرى خلال عصر النهضة، لا سيما من قبل الطبيب لينهارت فوكس أحد مؤسسي علم النبات.

### التشكيك كأساس لفهم
في سنة 1562 م، نشر سيكستوس إمبيريكوس كتابه «الخطوط العريضة للبيرونية» المطبوع باللاتينية، والذي أعاد حجج التشكيك الكلاسيكية إلى الفكر العام الأوروبي. يأتي التشكيك سواءً بإنكار أو الشك بقوة (بحسب المدرسة الفلسفية) بإمكانية المعرفة المؤكدة. كانت كوجيتو ديكارت الشهيرة محاولة لتخطي الشك وإعادة تأسيس أساس لليقين، ولكن بعض المفكرين الآخرين ردّوا بمراجعة ماهية البحث عن المعرفة، وخاصة المعرفة المادية. كانت أولى تلك المحاولات على يد الفيلسوف والطبيب فرانسيسكو سانشيز عندما دفعه تدريبه على الطب في روما بين سنتي 1571-1573 م إلى البحث عن طريقة حقيقية للمعرفة، حيث أن طرق أرسطو وأتباعه لا تقود بوضوح إلى المعرفة. فعلى سبيل المثال، فشل القياس المنطقي في الاستدلال الدائري. لم يكن منطق أرسطو الطوري واضح بما فيه الكفاية للاستخدام في العصور الوسطى، وبقي كمشكلة للبحث حتى يومنا هذا. وبدراسته لكتاب «طرق العلاج» لجالينيوس، أحصى سانشيز طرق الحكم والخبرة التي تدفعنا إلى الخطأ، وخرج سنة 1581 م، بنتيجة مضمونها أنه «نحن لا نعرف شيئًا» (باللاتينية: Quod Nihil Scitur)، وقال: «على الأقل، يجب أن نمتنع عن الطرق والملخصات والتعليقات على أرسطو، إذا كنا نسعى للمعرفة العلمية». طوّر سانشيز شكوكه عن طريق نقد الفكر الأرسطي، بدلاً من التوجّه إلى دراسة تاريخ الغباء البشري، وتنوع وتناقض النظريات السابقة.
| تاريخ المنهج العلمي | لتعمل، ثم؛ إذا كنت تعرف شيئًا، إذًا علمني؛ سأكون ممتنًا لك للغاية. في غضون ذلك، بينما أستعد لدراسة الأشياء، سأطرح سؤالات عن أي شيء معروف. كيف؟ في مقدمة كتاب آخر، الكتاب الذي سوف أشرح فيه، بقدر ما تسمح طاقتي البشرية، طريقة المعرفة. وداعًا. ما تم تدريسه لم يعد له نفس قوة من قام بتدريسه.. —فرانسيسكو سانشيز (1581) في كتابه «نحن لا نعرف شيئًا» ص100 | تاريخ المنهج العلمي |

### استقراء فرانسيس بيكون الإقصائي
دخل فرانسيس بيكون كلية الثالوث (كامبريدج) في أبريل 1573 م، حيث درس بجد عدة علوم، ووصل إلى استنتاج مفاده أن الطرق المستخدمة والنتائج المحققة كلاهما خاطيء؛ فاحتقر الفلسفة الأرسطية السائدة حينئذ. واعتقد أن الفلسفة يجب أن تدرس هدفها الحقيقي، ولهذا الغرض لا بد من وضع طريقة جديدة. وانطلاقًا من تلك الفكرة، غادر بيكون الجامعة. حاول بيكون وصف إجراءات منطقية لإنشاء سببية بين الظواهر على أساس الاستقراء. اختلف استقراء بيكون اختلافًا جذريًا عن الاستقراء الذي استعمله أتباع أرسطو. قال بيكون: «يجب وضع صيغة أخرى للاستقراء تختلف عن تلك القديمة. ويجب أن تستخدم لإثبات واكتشاف لا المبادئ الأولى (كما أطلقوا عليها) فقط، ولكن أيضًا البديهيات الأقل، والأوسط، وبالطبع كلها. فالاستقراء المستحدث بالطريقة البسيطة يُعد صبيانيًا.»
اعتمدت طريقة بيكون على التجريب للتخلص من النظريات البديلة. وضّح بيكون كيفية تطبيق منهجه في كتابه «الأورغانون الجديد» المنشور سنة 1620 م، فضرب مثالاً حول دراسة طبيعة الحرارة، حيث وضع بيكون جدولين، الأول سمّاه «جدول الجوهر والوجود»، عدّد فيه الظروف المختلفة التي تجعلنا نجد الحرارة. وفي الجدول الآخر، المسمى «جدول الانحراف» أو «جدول غياب التقريب» سرد الظروف التي تحمل تشابهًا مع تلك الظروف التي في الجدول الأول، ولكن تفتقد الحرارة. وبتحليل ما سمّاه «الطبائع» (انبعاث الضوء، الثقل، اللون ... إلخ) من العناصر الموجودة في تلك القوائم، توصّل إلى استنتاجات حول سبب الحرارة، وهي تلك الموجودة في الجدول الأول، وليست موجودة في الجدول الثاني. كان الدور الذي لعبه التجريب في هذه العملية ذي شقين. كانت المهمة الأشق على العالم هي جمع الحقائق المطلوبة لإنشاء جدول الجوهر والوجود؛ وجدول غياب التقريب. مثّلت تلك الحقائق تدوينًا مختلطًا للمعرفة المشتركة والنتائج التجريبية. المهمة التالية، فهي التجارب المطلوبة لحل أي غموض باقٍ حول الأسباب.
التزم بيكون بشدة بالتجاربية. وعلى الرغم من ذلك، لم يحقق أي اكتشافات علمية كبيرة في حياته. ربما بسبب قلة مهارته كمُجرّب، وربما لأن الافتراض لم يلعب سوى دور صغير في طريقة بيكون بالمقارنة مع دوره في العلم الحديث. كان من المفترض في طريقة بيكون، أن يستخدم الافتراض خلال عملية البحث، بمساعدة من الرياضيات والمنطق. أعطى بيكون دورًا بديلاً، ولكنه ثانويًا للرياضيات يمكن أن يوضح فقط الفلسفة الطبيعية، ولكن لا يكون سببًا في نشأتها. وللإفراط في التركيز على المنطق البديهي، أصبحت الفلسفة غير التجريبية عاجزة، في نظر بيكون، وهو ما عبر عنه في كتابه «الأورغانون الجديد»: «هناك طريقتان فقط للبحث واكتشاف الحقيقة. إن التنقّل بين الحواس والخواص إلى البديهيات الأكثر عمومية، وبين المبادئ والحقائق الثابتة الراسخة سيقودك إلى التقدير واكتشاف البديهيات الوسطى. وبهذه الطريقة، ستستمد البديهيات الوسطى من الحواس والخواص، حتى تعلو تدريجيًا دون انقطاع، بحيث تصل إلى البديهيات الأكثر عمومية. هذا هو الطريق الصحيح، ولكنها لم تُجرّب بعد.» وفي كتابه أدب المدينة الفاضلة ذكر بيكون الدور المطلق للاستقراء، فقال: «وأخيرًا، أصبح لدينا ثلاثة أشياء ترفع الاكتشافات السابقة من خلال التجارب إلى مرتبة أعلى: الملاحظات، البديهيات، والأمثلة. هذا ما نسميه ترجمة الطبيعة.»

### ديكارت
في سنة 1619 م، بدأ رينيه ديكارت كتابة عمله الأول حول التفكير العلمي والفلسفي السليم، الذي لم يتمه «قواعد لتوجيه العقل». كان هدفه التأسيس للعلم الكامل الذي كان يأمل أن يُسقط النظام الأرسطي، ويؤسس لنفسه دور المهندس الوحيد لنظام جديد يوجّه إلى أساسيات البحث العلمي. كان كتابه «مقال عن المنهج» الذي كتبه سنة 1637 م استكمالاً لعمله الأول وتوضيحًا له. وفي سنة 1641 م، كتب «تأملات في الفلسفة الأولى». وصف ديكارت تجارب الفكر الشاذ والمنضبط، واستخدمها للوصول إلى فكرته «أنا أفكر، إذًا أنا موجود». ومن تلك الفكرة الأساسية، وجد ديكارت الدليل على وجود الله الذي بيده كل أوجه الكمال الممكنة، والذي لن يضلله، وسيمنحه الحلول، ولن يقبل أي شيء عن الحقيقة ما لم يعرف أنها حقيقة؛ وهذا يعني، أنه يجب الحذر وتجنب الاندفاع والتحيز، وألا يبني صورة لشيء في ذهنه، أكثر مما يراه واضحًا ومميزًا، مع استبعاد كل احتمالات الشك المنهجي.

منح هذا الفكر ديكارت القدرة على تخطي أفكاره الخاصة. نشر ديكارت سبع مجموعات من الاعتراضات على «التأملات» من مصادر مختلفة، بالإضافة إلى ردوده عليها. وعلى الرغم من تجاهله الواضح للنظام الأرسطي، رأى عدد من منتقديه أن ديكارت فعل ما هو أكثر من استبدال فرضيات أرسطو الأولية بفرضياته الخاصة. كتب ديكارت إلى صديقه مارين ميرسين عن فيزياء غاليليو سنة 1638 م، فقال: «دون أن يضع في اعتباره الأسباب الأولى للطبيعة، بحث غاليليو عن تفسيرات لبعض الآثار المعينة، كالذي يبني دون أسس.»
ورغم زعم أرسطو أنه يمكن الوصول إلى المباديء الأولى بالاستقراء، اعتقد ديكارت أنه يمكن الوصول إليها باستخدام الأسباب فقط. كان ديكارت بفكرته تلك أفلاطونيًا، إذ كان يعتقد أن الأفكار فطرية، مخالفًا مبدأ اللوح الفارغ لأرسطو، وأضاف ديكارت بأن بذور العلم بداخلنا. وعلى عكس بيكون، نجح ديكارت في تطبيق أفكاره على أرض الواقع، وقدم إسهامات كبيرة في العلوم، ولا سيما في مجال البصريات في تصحيح الانحراف. كما كان عمله في الهندسة التحليلية أساسًا لازمًا للتفاضل، وذا دور فعال في جعل التحليل الرياضي تفسيرًا للمسائل العلمية.

### غاليليو غاليلي

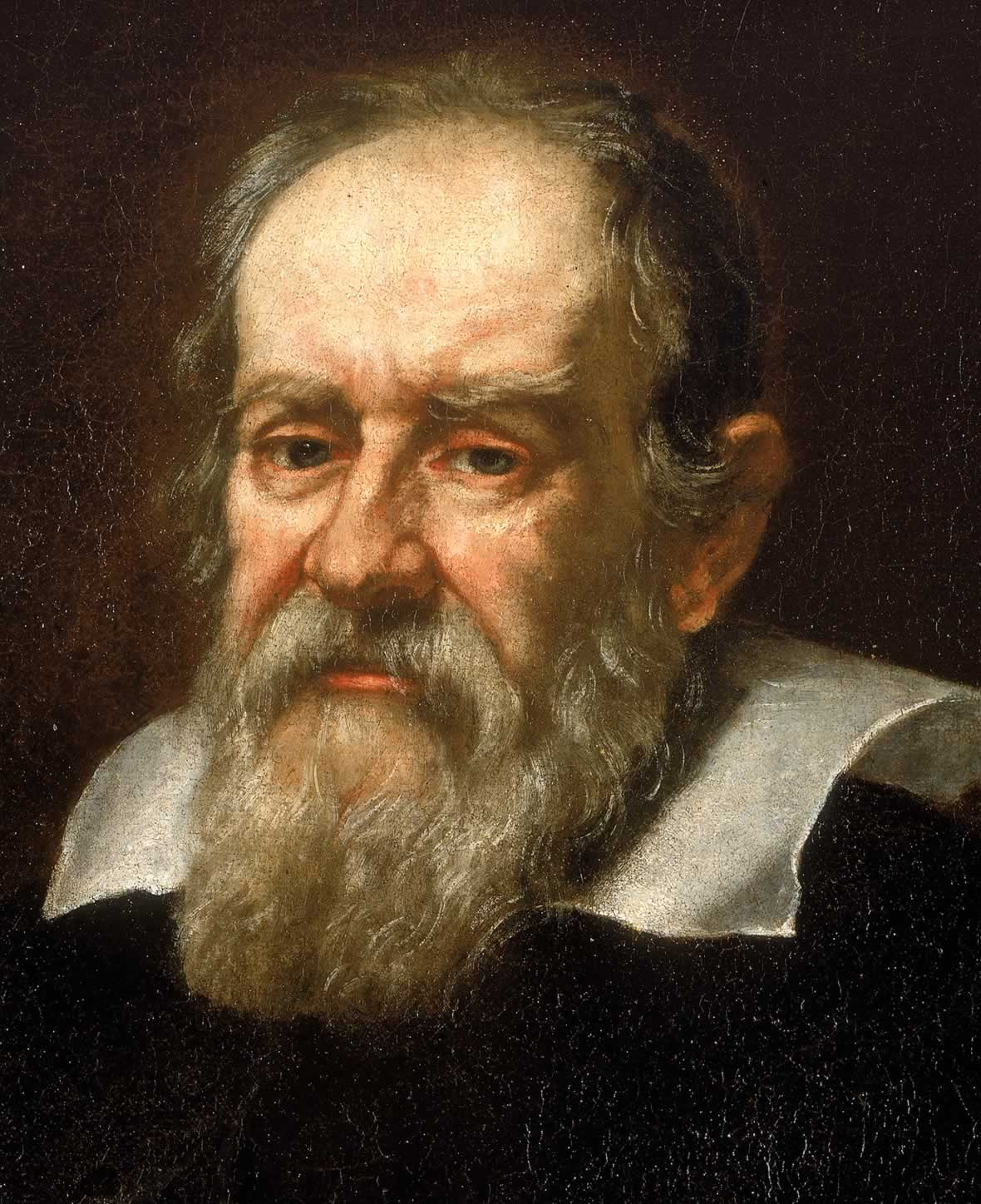
غاليليو غاليلي أبو المنهج العلمي الحديث.

خلال الفترة التحفظ الديني التي صاحبت ظهور الإصلاح البروتستانتي والإصلاح المضاد، أعلن غاليليو غاليلي عن العلم الجديد للحركة. لم يلتزم غاليليو بالتعاليم الأرسطية سواءً في محتوى علمه أو حتى المناهج التي اتبعها في بحثه. كان الفكر الأرسطي مبنيّ على أن العلم يجب أن يستنتج من المباديء الأولى، أما غاليليو فاستخدم التجارب أداة بحثية. قدم غاليليو بحثه في شكل برهانات رياضية مع الإشارة إلى النتائج التجريبية. كان تلك خطوة جريئة ومبتكرة من غاليليو بمفاهيم المنهج العلمي، حيث كان فكرة الاستفادة من الرياضيات في الحصول على نتائج علمية بعيدة عن الأنظار، حيث كان الفكر الأرسطي يرى بأن الرياضيات لا تصلح لاكتشاف الأسباب. وسواء كان غاليليو واقعيا بقبوله للنتائج التجريبية كدليل أو لأنه كان يحمل شكوكًا حول نظرة نظرية المعرفة للنتائج التجريبية. لم يشر غاليليو إلى استخدام التجارب في مخطوطته اللاتينية عن الحركة فقط، بل وأشار إلى ذلك في الحوارات التكميلية التي كتبها بالعامية الايطالية، ولكنه وجد أن تلك التجارب غير كافية لإقناع جمهوره. لجأ غاليليو في حواراته إلى التجارب الفكرية لإظهار التناقضات المنطقية في الفكر الأرسطي، لتكون مدخلاً إلى عقل القارئ.

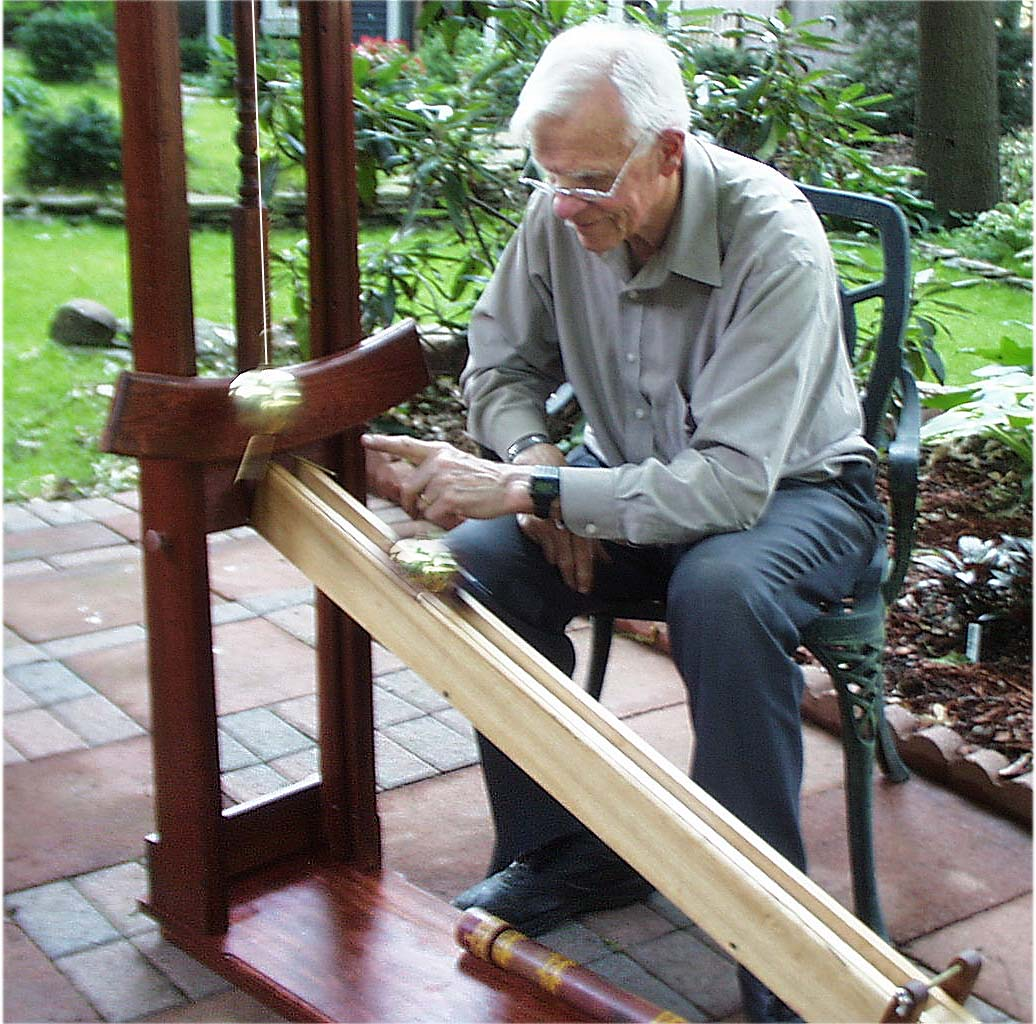
نسخة حديثة من تجربة غاليليو المائلة التي استنتج منها أن المسافة التي يقطعها جسم يتسارع بانتظام تتناسب مع مربع الوقت المنقضي.

على سبيل المثال، أورد غاليليو في حوار درامي بعنوان يوم ثالث في كتابه «علمان جديدان»، نقاشًا بين شخصيتي الحوار حول تجربة تساقط جسمين حُرّين مختلفي الوزن. وقدّم الخطوط العريضة لرأي أرسطو في تلك المسألة على لسان شخصية «سيمبليسيو» حين قال أنه يتوقع أن الجسم الأثقل بعشرة أضعاف الجسم الآخر، ستكون سرعته عشرة أضعاف الجسم الآخر. أما شخصية «سالفياتي» التي مثّل رأي غاليليو نفسه، رد بأن يتشكك في ذلك حيث أن أرسطو لم يجر هذه التجربة بنفسه. وسأل سالفياتي الشخصيتين الأخريين في الحوار بالتفكّر في تجربة ربط حجرين مختلفي الوزن معًا، ثم إطلاقهما. قال سالفياتي وفق رأي أرسطو، فإن الجسم الأسرع سيُعوّقه الجسم الأبطأ، والأبطأ سيتسارع إلى حد ما. ولكن هذا يؤدي إلى تناقض، لأن الحجرين معًا يمثلان جسمًا أثقل من أي منهما، وبالتالي ينبغي أن يسقط كجسم أثقل بسرعة أكبر من أي منهما. من هذا التناقض، استنتج سالفياتي إلى أن أرسطو مخطيء، وأن الأجسام تسقط بنفس السرعة بغض النظر عن أوزانها، وهو الاستنتاج الذي أكده التجربة.
في سنة 1991 م، بعد مسح أجراه تشارلز فان دورين للتطورات الناتجة عن تراكم المعرفة الحديثة، اعتبر أن الثورة الكوبرنيكية هو في الأساس ثورة غاليلوية ديكارتية أو ببساطة ثورة غاليليوية، نظرًا لشجاعة وعمق التغيير الذي أحدثته أعمال غاليليو.

### قواعد نيوتن للمنطق

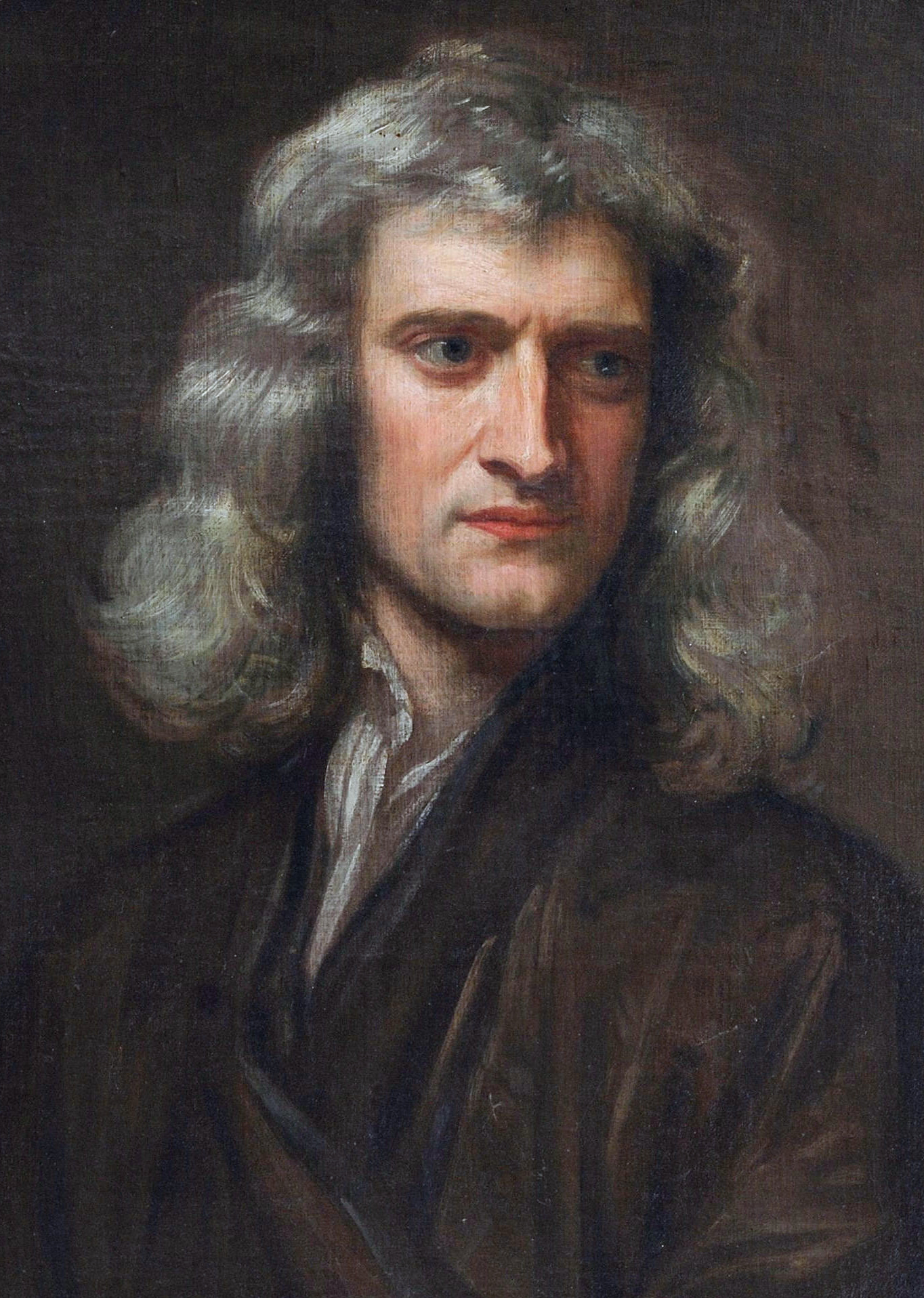
إسحاق نيوتن مكتشف قانون الجذب العام، وأحد أكثر العلماء تأثيرًا في التاريخ.

أراد كل من بيكون وديكارت وضع أسس راسخة للتفكير العلمي تتجنب تصوارت العقل والحواس. كان بيكون يرى أن هذه الأسس يجب أن تكون تجريبية، بينما رأى ديكارت أنها أسس المعرفة ميتافيزيقية. ولكن نجاح إسحاق نيوتن وضع حدًا لمحاولتهما. رفض نيوتن ضمنيًا فرضية ديكارت المرتكزة على العقلانية، وفضّل نهج بيكون التجريبي، وحدد أربع قواعد للمنطق في كتابه «الأصول الرياضية للفلسفة الطبيعية»،

1. لا يجب أن نعترف بأي أسباب أخرى للأشياء الطبيعية أكثر من تلك الصحيحة والكافية لشرح سبب ظهورها.
2. وبالتالي، يجب علينا حصر نفس الأسباب، قدر الإمكان، للآثار الطبيعية لتلك الأشياء.
3. صفات الأجسام التي لا تحظى بدرجة قوة الوصف أو المعنى الشامل للصفة، والتي توصف بها جميع الأجسام التي في متناول تجاربنا، هي صفات كاملة ومعتبرة لكل الأجسام على الإطلاق.
4. في الفلسفة التجريبية، يجب أن ننظر إلى المقترحات التي جُمعت بالاستقراء العام من الظواهر سواء الدقيقة أو القريبة جدًا من الصحيح، دون النظر إلى أي فرضيات مخالفة يمكن تصورها، حتى يحين الوقت الذي تحدث فيه ظاهرة أخرى، ينتج عنها دقة أكثر، أو دافع للاستثناءات.

حذّر نيوتن أيضًا من نظرية كل شيء، فقال: «من الصعب على شخص واحد أو حتى جيل كامل شرح طبيعة كل شيء. أفضل ما يمكن القيام به هو إضافة القليل المؤكد، وترك الباقي للآخرين ممن سيأتوا بعدك، بدلاً من أن تفسّر كل شيء.» أصبح عمل نيوتن نموذجًا للعلماء الآخرين يقتدون به، وشكّل منهجه الاستقرائي أساسًا لمعظم الفلسفة الطبيعية خلال القرن الثامن عشر وأوائل القرن التاسع عشر الميلاديين. قُنّنت بعض طرق التفكير المنطقي لاحقًا من خلال قانون مل الذي هو خمسة صياغات واضحة لما يمكن التخلص منه، وما يمكن إبقائه عند بناء فرضية ما. ثم جاء بعده، جورج بول ووليم ستانلي جيفونز ليكتبا أيضًا مبادئ للمنطق.

## المنهج الاستنباطي الاستقرائي المتكامل
أعاقت مشكلة الاستقراء محاولات وضع منهج علمي في منتصف القرن الثامن عشر الميلادي، التي هي صياغة وضعانية منطقية، تقول بأنه لا شيء يُعرف على وجه اليقين، إلا ما هو ملاحظ في الواقع. انتقل ديفيد هيوم بالتجريبية إلى أقصى حدود الشك؛ فقال أنه ليس هناك ضرورة منطقية على وجوب التشابه بين المستقبل والماضي، وبالتالي نحن غير قادرين على إثبات نجاح الاستدلال الاستقرائي نفسه بداعي نجاحه في الماضي. جاءت فرضيات هيوم بعد قرون عديدة من الافتراضات الكثيرة المبنية على افتراضات أخرى كثيرة لا ترتكز على الملاحظة التجريبية والاختبار. انتقد إيمانويل كانط في كتابه «نقد العقل الخالص» في أواخر القرن الثامن عشر الميلادي الكثير من فرضيات هيوم التشكيكية، ولكن دون أن يفنّدها. ظلت فرضيات هيوم مسيطرة بقوة على وعي الطبقات المتعلمة في القرن التاسع عشر الميلادي، حيث كان التركيز حينئذ على مناقشة ما إذا كانت الطريقة الاستقرائية مازالت صالحة.

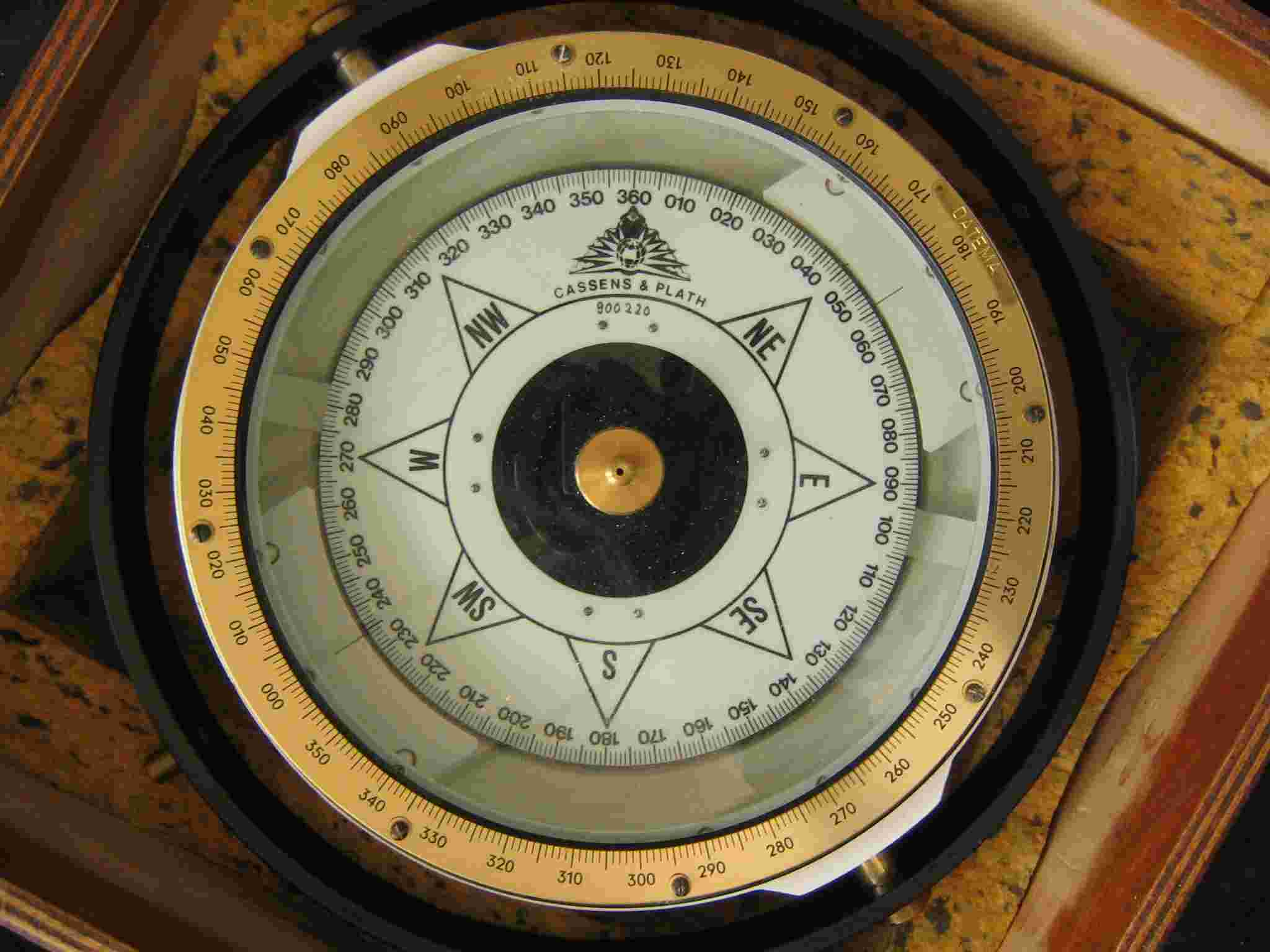
لاحظ أورستيد انحراف البوصلة إذا قطعتها دائرة فولتية سنة 1820 م.

تأثر هانز أورستد بشدة بكانط، خاصة بكتاب كانط «الأسس الميتافيزيقية للفلسفة الطبيعية». لخّص أورستد وجهة نظره العامة حول المنهج العلمي، التي تجاوز في بعضها وجهات نظر كانط، فقال:
«للوصول إلى الكمال في معرفتنا للطبيعة، علينا أن نبدأ من النقيضين التجربة والفكر نفسه. ... كان من الواجب أن تنتهي الطريقة السابقة بقوانين الطبيعة، التي كانت تستخرج من التجربة، بينما الطريقة الأخيرة يجب أن تبدأ بالمبادئ، وتدريجيا، وتتطور شيئًا فشيئًا، حتى تصبح أكثر تفصيلاً من أي وقت مضى. وبطبيعة الحال، أنا أتكلم هنا عن الطريقة كما تتجلى في عملية الفكر البشري نفسه، وليس كما هو موجود في النصوص المكتوبة، حيث وضعت قوانين الطبيعة التي استخرجت من التجارب السابقة أولاً، لأنها مطلوبة لشرح التجارب. فعندما ينحدر المُجرّب في طريقه نحو القوانين العامة للطبيعة ليلتقي بالميتافيزيقي في صعوده، يصل العلم إلى كماله.» وفي سنة 1811 م، ضرب أورستيد في كتابه «المدخل الأول إلى الفيزياء العامة» أمثلة على خطوات الملاحظة والافتراض والاستنباط والتجربة. وبناءً على أبحاثه حول الكهرومغناطيسية التي أجراها سنة 1805 م، اعتقد أورستيد أن الكهرباء تنتشر من خلال هيئة ترددية (تتذبذب). وبحلول سنة 1820 م، شعر أورستيد بالثقة الكافية في معتقداته، فعقد العزم على شرحها في محاضرة عامة، وفي واقع الأمر لاحظ أورستيد التأثير المغناطيسي الصغير للدائرة الكلفاني (الدائرة الفولتية)، دون تجربة.
في سنة 1831 م، نشر جون هيرشل كتابه «محاضرة تمهيدية لدراسة الفلسفة الطبيعية» التي حدد فيه مبادئ العلوم، حيث قال بأن القياس ومقارنة الملاحظات ضروريان للعثور على الأمور العامة في القوانين التجريبية التي تصف أنظمة الظواهر، ثم يأتي دور الفلاسفة الطبيعيين للعمل للوصول إلى هدف أعلى للعثور على قانون الطبيعة العام الذي يشرح أسباب وآثار وجود تلك الأنظمة. يجب العثور بعد ذلك على فرضية توضيحية لتقييم الأسباب الحقيقية المستمدة من التجربة، على سبيل المثال الدليل على تغير المناخ في الماضي قد يكون نتيجة لتغيرات في شكل القارات، أو التغيرات في مدار الأرض. أي أنه يمكن الاستدلال على الأسباب المحتملة قياسًا إلى الأسباب المعروفة لظواهر مماثلة. كان من الضروري تقييم أهمية الفرضية؛ فقال: «يجب أن تتمثل خطوتنا التالية في التحقق من الاستقراء على توسيع نطاق تطبيقه على الحالات غير المنصوصة في الأساس، بتغيير الظروف التي حددنا عليها أسبابنا، بهدف التأكد مما إذا كان تأثيرها عام أم لا؛ ولدراسة تطبيق قوانيننا في أقصى الحالات.»
كان كتاب ويليام ويويل «تاريخ العلوم الاستقرائية، منذ القدم وحتى الوقت الحالي» (1837) مقدمة لكتابه «فلسفة العلوم الاستقرائية» (1840) الذي حلّل فيه المنهج بضرب الأمثلة على تكوّن الأفكار. تبعت محاولات ويويل خطة بيكون لاكتشاف فن فعال للاستكشاف. سماه طريقة الفرضية الاستنتاجية (التي نسبتها دائرة المعارف البريطانية لنيوتن)؛ وهو أيضًا من صاغ مصطلح «عالم». درس ويويل الأفكار محاولاً بناء علم عن طريق توحيد الأفكار إلى حقائق. وحلّل الاستقراء إلى ثلاث خطوات:
1. اختيار الفكرة الأساسية، مثل المكان أو العدد أو السبب أو التشابه.
2. وضع تعديل أكثر خصوصية لتلك الأفكار، مثل دائرة أو قوة منتظمة، إلخ.
3. تحديد المقادير

وفق ذلك، قام بتطبيق تقنيات خاصة للعدّ مثل المربعات الدنيا والمنحنيات والمتوسطات، وطرق خاصة تعتمد على التشابه (مثل أنماط المطابقة)، وطريقة التدرج، وطريقة التصنيف الطبيعي (مثل التصنيف التفرعي). ولكن دون الحاجة إلى استكشاف أو اختراع أو فطنة أو عبقرية في كل خطوة. كان مفهوم ويويل للعلم مشابه لمفهوم هيرشيل، واعتبر أن الفرضية الجيدة يجب أن تربط بين الحقول التي اعتُقد سابقًا أنها غير مترابطة، وهي العملية التي سمّاها «توافق الأدلة». ومع ذلك، رغم اعتقاد هيرشيل أن التطور سيتواجد بصورة طبيعية وليس بطريقة خارقة، عارض ويويل ذلك، واعتبر أنه لا يوجد سبب طبيعي ظاهر للتكيف، لذا فالسبب المجهول لا بد وأن يكون إلهيًا.
تحفّز جون ستيوارت مل لنشر كتابه «نظام للمنطق» سنة 1843 م، بعدما قرأ كتاب ويويل «تاريخ العلوم الاستقرائية». يمكن اعتبار مل الحلقة الأخيرة في سلسلة مدرسة الفلسفة التجريبية التي بدأها جون لوك، الذي أكسب المفكرين من بعده سمة أساسية بالبحث بأنفسهم بدلاً من قبول أحكام الآخرين. واعتقد بأن المعرفة يجب أن تستند على التجربة. وفي منتصف القرن التاسع عشر الميلادي، كان لكلود برنارد أيضًا تأثيرًا، خاصة في تطبيقه للمنهج العلمي على الطب. في كتابه «مقدمة لدراسة الطب التجريبي» (1865)، شرح ما الذي يجعل النظرية العلمية مقبولة، وما الذي يجعل العالم مكتشفًا حقيقيًا. وعلى النقيض من معاصريه من الكتاب العلميين، كتب برنارد عن تجاربه وأفكاره، واستخدم صيغة الحديث عن نفسه.
كتب وليم ستانلي جيفونز في كتابه «مباديء العلم: مخطوطة في المنطق والمنهج العلمي» (1873, 1877) في الفصل الثاني عشر الذي عنوانه «الطريقة الاستقرائية أو العكسية»، ملخص لنظرية الاستدلال الاستقرائي، فقال:
1. وضع إطار لبعض الفرضيات من أجل تحديد طبيعة القانون العام.
2. استنتاج بعض النتائج المترتبة على هذا القانون.
3. مراقبة ما إذا كانت النتائج تتفق مع مهام معينة تحت الاختبار.»

وضع جيفونز بعد ذلك أُطُر تلك الخطوات في صورة احتمالات طبقها بعد ذلك على القوانين الاقتصادية. ويرى إرنست ناغل أن جيفونز وويويل لم يكونا أول الداعين إلى مركزية الفرضية الاستنتاجية في منطق العلم.

### شارل ساندرز بيرس
في نهاية القرن التاسع عشر الميلادي، افترض شارل ساندرز بيرس مخططًا من شأنه أن يكون له تأثير كبير في مواصلة تطوير المنهج العلمي بشكل عام. سرّع عمل بيرس تطوير المنهج العلمي في عدة جبهات. بدء أولاً، بتفصيل أفكاره في كتاب «كيفية نجعل أفكارنا واضحة» (1878)، حيث بيّن بيرس وسيلة يمكن التحقق بها موضوعيًا لاختبار حقيقة المعرفة المفترضة بطريقة تتجاوز البدائل الأساسية المجردة، مع التركيز على كل من الاستنباط والاستقراء. وهكذا، وضع الاستقراء والاستنباط في علاقة تكاملية بدلاً من السياق التنافسي الذي افترضه ديفيد هيوم في القرن السابق. ثانيًا، وضع بيرس المخطط الأساسي لفرضية الاختبار التي لا تزال سائدة إلى اليوم. استخرج بيرس نظرية البحث من مادتها الأوليّة في المنطق الكلاسيكي، ونقّحها بالتوازي مع بداية تطوير المنطق الرمزي لمعالجة المشاكل السائدة وقتها في التفكير العلمي. اختبر بيرس وفصّل الأساليب الثلاثة الأساسية للمنطق التي تلعب دورًا في البحث العلمي المعروفة اليوم باسم الاحتمال والاستنباط والاستدلال الاستقرائي. ثالثًا، لعب بيرس دورًا رئيسيًا في تقدم المنطق الرمزي نفسه الذي كان هو تخصصه الأساسي.
كان بيرس أيضًا رائدًا في علم الإحصاء. قال بيرس أن العلم يُعطي احتمالات إحصائية، وليست يقينية، وهذه الاحتمالات، التي لا توصف بالقانون، حقيقية جدًا. ووصف الاحتمال بأنه استنتاج مزعوم بدلاً من وصفه بأنه مقترح أو حدث، وما إلى ذلك. عززت معظم كتابات بيرس الإحصائية تفسير تأرجح الاحتمالات، كما عبّرت العديد من كتاباته عن شكوكه وانتقاداته للاحتمال عندما لا تستند النماذج إلى العشوائية الموضوعية.

### بوبر وكون
يُنسب إلى كارل بوبر عمومًا إضافة تحسينات كبيرة لفهم المنهج العلمي من منتصف إلى أواخر القرن العشرين. في سنة 1934 م، نشر بوبر كتاب «منطق الاكتشاف العلمي» الذي استنكر استخدام التفسير الاستقرائي الملُاحَظِي للمنهج العلمي. ودعا لاستخدام أسلوب إثبات الخطأ التجريبي كمعيار للتمييز بين العمل العلمي وغير العلمي. كان بوبر يعتقد أنه ينبغي أن تعطي النظرية العلمية تنبؤات يمكن اختبارها، وتُرفض النظرية إذا لم تكن تلك التنبؤات صحيحة. أخذ بوبر برأي بيرس وآخرين، فقال أن تقدّم العلم سيكون أفضل باستخدام المنطق الاستنتاجي، وفق ما يُعرف باسم «العقلانية الانتقادية».
رفض منتقدو بوبر، وأبرزهم توماس كون وبول فايراباند وإيمري لاكاتوس فكرة أن هناك طريقة واحدة تنطبق على جميع العلوم، ويمكن أن ينسب إليها تقدم تلك العلوم. وفي سنة 1962 م، نشر كون كتابه المؤثر «بنية الثورات العلمية» الذي اقترح فيه أن العلماء يعملون ضمن سلسلة من النماذج الفكرية، وزعم أن الدلائل على إتباع العلماء في الواقع لمنهجية إثبات الخطأ قليلة. ونقل كون ما كتبه ماكس بلانك في سيرته الذاتية بأن: «الحقيقة العلمية الجديدة لا تنتصر من خلال إقناع معارضيها وجعلهم يرون نورها، وإنما لأن خصومها يموتون في نهاية المطاف، ويظهر جيل جديد على دراية بها.» ونظرًا لهذه الجدالات، لا يوجد اتفاق عالمي حول صياغة موحدة لماهية المنهج العلمي. ولهذا السبب، لم تحتوي الطبعة الحادية عشرة من دائرة المعارف البريطانية على مقال عن المنهج العلمي؛ واحتوت الطبعة الثالثة عشرة على مقالة عن الإدارة العلمية، وليس المنهج العلمي. في الطبعة الخامسة عشرة سنة 1975 م، ظهرت مقالة مصغّرة عن الموضوع، ولم تظهر معالجة مُطوّلة كاملة للموضوع (امتدت لعدة مقالات)، إلا في الطبعات التالية.